# Kazuki Tomono
Kazuki Tomono (友野一希, * 15. Mai 1998 in Sakai, Osaka) ist ein japanischer Eiskunstläufer, der im Einzellauf antritt.

## Sportliche Karriere
Kazuki Tomono begann 2006 mit dem Eiskunstlauf. 2017 gewann er die Silbermedaille, 2018 die Goldmedaille bei den Japanischen Jugendmeisterschaften. Ab 2014 nahm er auch an den Japanischen Meisterschaften der Erwachsenen teil. Seine erfolgreichsten Platzierungen waren der 4. Platz in den Jahren 2018 und 2019 und ein 3. Platz (Bronzemedaille) in der Saison 2022/23.
Bei den Eiskunstlauf-Weltmeisterschaften 2018 erreichte Tomono den 5. Platz. Er nahm dreimal an den Vier-Kontinente-Meisterschaften teil: 2019 belegte er den 12., 2020 den 7. Platz. Bei den Vier-Kontinente-Meisterschaften 2022 gewann er die Silbermedaille.
Für das japanische Team für die Eiskunstlauf-Weltmeisterschaften 2022 wurde Tomono als zweiter Nachrücker benannt. Nachdem Yuzuru Hanyū wegen einer Verletzung seine Teilnahme zurückgezogen hatte und auch Kao Miura, der ihn hätte ersetzen sollen, kurz vor dem Wettbewerb eine Verletzung erlitt, nahm Tomono seinen Platz ein. Zum Zeitpunkt dieser Entscheidung war Tomono unterwegs zum Coupe du Printemps, der als sein Saisonabschluss geplant war, und musste spontan umdisponieren. Dies sei ihm aber nicht schwergefallen, da er mit solchen Situationen Erfahrung habe: Dies war bereits das fünfte Mal, dass Tomono kurzfristig in einen Wettbewerb nachrückte. Tomono belegte im Kurzprogramm den 3. Platz und wurde insgesamt Sechster.
In der Saison 2022/23 erreichte Tomono einen dritten und einen vierten Platz in der Grand-Prix-Serie. Er gewann die Bronzemedaille bei den Japanischen Meisterschaften und wurde zusammen mit Shōma Uno und Sōta Yamamoto zu den Weltmeisterschaften 2023 entsandt, wo er den 6. Platz erreichte.
In der Saison 2023/24 erreichte Kazuki Tomono in seinen beiden Grand Prix Nominierungen, dem Cup of China und dem Skate Canada, jeweils den 4. Platz. Bei den nationalen Meisterschaften erreichte er den 6. Platz.

## Ergebnisse
| Meisterschaft / Saison                                               | 10/11 | 11/12 | 12/13 | 13/14 | 14/15 | 15/16 | 16/17 | 17/18 | 18/19 | 19/20 | 20/21 | 21/22         | 22/23 | 23/24 |
| -------------------------------------------------------------------- | ----- | ----- | ----- | ----- | ----- | ----- | ----- | ----- | ----- | ----- | ----- | ------------- | ----- | ----- |
| Weltmeisterschaften                                                  |       |       |       |       |       |       |       | 5.    |       |       |       | 6.            | 6.    |       |
| Vier-Kontinente-Meisterschaften                                      |       |       |       |       |       |       |       |       | 12.   | 7.    |       | 2.            |       |       |
| Japanische Meisterschaften                                           |       |       |       | 20.   | 18.   | 16.   | 5.    | 4.    | 4.    | 6.    | 6.    | 5.            | 3.    | 6.    |
| Grand-Prix-Serie / Saison                                            | 10/11 | 11/12 | 12/13 | 13/14 | 14/15 | 15/16 | 16/17 | 17/18 | 18/19 | 19/20 | 20/21 | 21/22         | 22/23 | 23/24 |
| Grand Prix de France                                                 |       |       |       |       |       |       |       |       |       |       |       |               | 3.    |       |
| Cup of China                                                         |       |       |       |       |       |       |       |       |       |       |       | A             |       | 4.    |
| Gran Premio d’Italia                                                 |       |       |       |       |       |       |       |       |       |       |       | 6.            |       |       |
| NHK Trophy                                                           |       |       |       |       |       |       |       | 7.    |       |       | 2.    |               | 4.    |       |
| Rostelecom Cup                                                       |       |       |       |       |       |       |       |       | 3.    | 8.    |       | 3.            |       |       |
| Skate America                                                        |       |       |       |       |       |       |       |       |       | 5.    |       |               |       |       |
| Skate Canada                                                         |       |       |       |       |       |       |       |       | 9.    |       |       |               |       | 4.    |
| Lombardia Trophy                                                     |       |       |       |       |       |       |       |       | 5.    | 7.    |       |               |       |       |
| Challenger-Serie + Sonstige / Saison                                 | 10/11 | 11/12 | 12/13 | 13/14 | 14/15 | 15/16 | 16/17 | 17/18 | 18/19 | 19/20 | 20/21 | 21/22         | 22/23 | 23/24 |
| Nebelhorn Trophy                                                     |       |       |       |       |       |       |       |       |       |       |       |               | 4.    | 2.    |
| U.S. Classic                                                         |       |       |       |       |       |       |       | 5.    |       |       |       |               |       |       |
| Coupe du Printemps                                                   |       |       |       |       |       |       |       | 2.    |       |       |       | 1.            |       |       |
| Universiade                                                          |       |       |       |       |       |       |       |       | 6.    |       |       |               |       |       |
| Japan Open                                                           |       |       |       |       |       |       |       |       |       |       |       | 2. (T) 5. (P) |       |       |
| Juniorenwettbewerb / Saison                                          | 10/11 | 11/12 | 12/13 | 13/14 | 14/15 | 15/16 | 16/17 | 17/18 | 18/19 | 19/20 | 20/21 | 21/22         | 22/23 | 23/24 |
| Juniorenweltmeisterschaften                                          |       |       |       |       |       | 15.   | 9.    |       |       |       |       |               |       |       |
| Junior Grand Prix Japan                                              |       |       |       |       |       |       | 4.    |       |       |       |       |               |       |       |
| Junior Grand Prix Lettland                                           |       |       |       |       |       | 13.   |       |       |       |       |       |               |       |       |
| Junior Grand Prix Slowenien                                          |       |       |       |       |       |       | 3.    |       |       |       |       |               |       |       |
| Asian Figure Skating Trophy                                          |       | 7.    |       |       |       |       |       |       |       |       |       |               |       |       |
| Challenge Cup                                                        |       |       |       | 2.    |       |       |       |       |       |       |       |               |       |       |
| Coupe du Printemps                                                   |       |       |       |       | 2.    |       |       |       |       |       |       |               |       |       |
| Japanische Juniorenmeisterschaften                                   | 15.   | 9.    | 10.   | 6.    | 4.    | 2.    | 1.    |       |       |       |       |               |       |       |
| A = Wettbewerb abgesagt; T = Teamergebnis; P = persönliches Ergebnis |       |       |       |       |       |       |       |       |       |       |       |               |       |       |